# Anders Hove
Anders Tøfting Hove (* 16. Januar 1956 in Grönland) ist ein dänischer Schauspieler, der auch in diversen US-amerikanischen Produktionen zu sehen war.

## Leben
Anders Hove wurde in Grönland als Sohn dänischer Eltern, des gleichnamigen Meteorologen Anders Tøfting Hove (1922–1999) und der Kindergärtnerin Birthe Jensen (* 1931), geboren. Seine Mutter eröffnete in den 1950er Jahren einen Laden in Aasiaat, den der Vater kurz darauf übernahm. Sein Vater war in den 1960er Jahren Bürgermeister der Gemeinde Aasiaat. Die grönländische Künstlerin Anne-Birthe Hove (1951–2012) ist seine Adoptivschwester, daneben hat er noch zwei jüngere Schwestern.
Anders Hove verbrachte den Großteil seiner Jugend in Grönland. Als er vierzehn Jahre alt war, siedelte er mit seiner Familie ins dänische Thisted über. Ein begonnenes Studium in Jura und Wirtschaftswissenschaften brach er zugunsten einer Schauspielausbildung ab, die er am Det Kongelige Teater in Kopenhagen absolvierte.
Hove begann seine Arbeit als Schauspieler zunächst in seinem Heimatland und spielte in diversen dänischen Produktionen mit. Seine erste nennenswerte Rolle hatte er in dem Film Midt om natten. Ende der 1980er Jahre beschloss er, nach Nordamerika zu gehen, in der Hoffnung, dort ebenfalls als Schauspieler Fuß fassen zu können. Er hatte Erfolg und begann schon bald erste Rollen in US-amerikanischen Film- und Fernsehproduktionen zu bekommen. So spielte er ab 1990 über Jahre hinweg eine wiederkehrende Rolle in der Seifenoper General Hospital. Dieselbe Rolle verkörperte er später auch in den beiden Serien Loving und Port Charles. Weitere Bekanntheit erlangte er mit der Rolle des Vampirs Radu Vladislas, welche er erstmals 1991 in dem Horrorfilm Diener des Bösen (Subspecies) verkörperte. Eine Rolle, die er später auch in den vier Fortsetzungen der Subspecies-Reihe wiederholte.
Hove ist mit der US-amerikanischen Tänzerin Ann Thayer Crosset (* 1954) verheiratet, mit der er zwei Söhne hat, darunter den Schauspieler Elliott Crosset Hove (* 1988). Nachdem sie lange Zeit in den Vereinigten Staaten wohnhaft waren, ist er mit seiner Familie mittlerweile zurück nach Dänemark gezogen.

## Filmografie
- 1984: Kopenhagen – Mitten in der Nacht (Midt om natten)
- 1984: Anthonsen (Mini-Serie)
- 1986: Die Augen des Wolfes (Oviri)
- 1986: Flambierte Herzen (Flamberede hjerter)
- 1989: Notater om kærligheden
- 1990: Dagens Donna
- 1990–2018: General Hospital (Fernsehserie, 65 Folgen)
- 1991: Critters 4 – Das große Fressen geht weiter (Critters 4)
- 1991: Diener des Bösen (Subspecies)
- 1993: Loving (Fernsehserie, 30 Folgen)
- 1993: Bloodstone: Subspecies II
- 1994: Bloodlust: Subspecies III
- 1994: Cagney & Lacey – Tödlicher Kaviar (Fernsehfilm)
- 1996: Geschichten aus der Gruft (Tales from the Crypt, Fernsehserie, 1 Folge)
- 1997: Hospital der Geister (Riget, Fernsehserie, 1 Folge)
- 1997: Port Charles (Fernsehserie)
- 1998: Subspecies IV – Im Blutrausch
- 1999: Mifune – Dogma III (Mifunes sidste sang)
- 2004: Alt for Egil
- 2006: I, Vampire: Trilogy of Blood
- 2006: The Boss of It All (Direktøren for det hele)
- 2007: Ledsaget udgang
- 2008: Terribly Happy (Frygtelig lykkelig)
- 2009: Profetia
- 2011: Max Pinlig 2 – Sidste Skrig
- 2011: Skyskraber
- 2017: Winter Brothers (Vinterbrødre)
- 2020: Lucia und der Weihnachtsmann 2 – Der Kristall des Winterkönigs (Julemandens datter 2: Jagten på Kong Vinters krystal)